# Alfabet mandaic
L'alfabet mandaic és un sistema d'escriptura utilitzat principalment per escriure el llenguatge mandaic. Va ser desenvolupat per membres de la fe mandeista de la Baixa Mesopotàmia per escriure la llengua mandaica amb finalitats litúrgiques. El mandaic clàssic i el seu descendent neomandaic encara tenen avui un ús limitat. Es creu que va evolucionar entre els segles II i VII dC a partir d'una forma cursiva de l'arameu (com va fer el siríac) o del part d'inscripció. Les arrels exactes de l'escriptura són difícils de determinar. L'escriptura ha canviat molt poc després de segles d'ús.
El nom mandaic de l'escriptura és Abagada o Abaga, per les primeres lletres del seu alfabet. Més que els noms tradicionals de lletres semítiques (aleph, beth, gimel ), es coneixen com a, ba, ga i així successivament.
S'escriu de dreta a esquerra en línies horitzontals. És una escriptura cursiva lligada, però no totes les lletres es connecten dins d'una paraula. Els espais separen paraules individuals.
Durant les últimes dècades, Majid Fandi Al-Mubaraki, un mandaian que viu a Austràlia, ha digitalitzat molts textos mandaians utilitzant l'escriptura mandaica tipografiada.

## Lletres

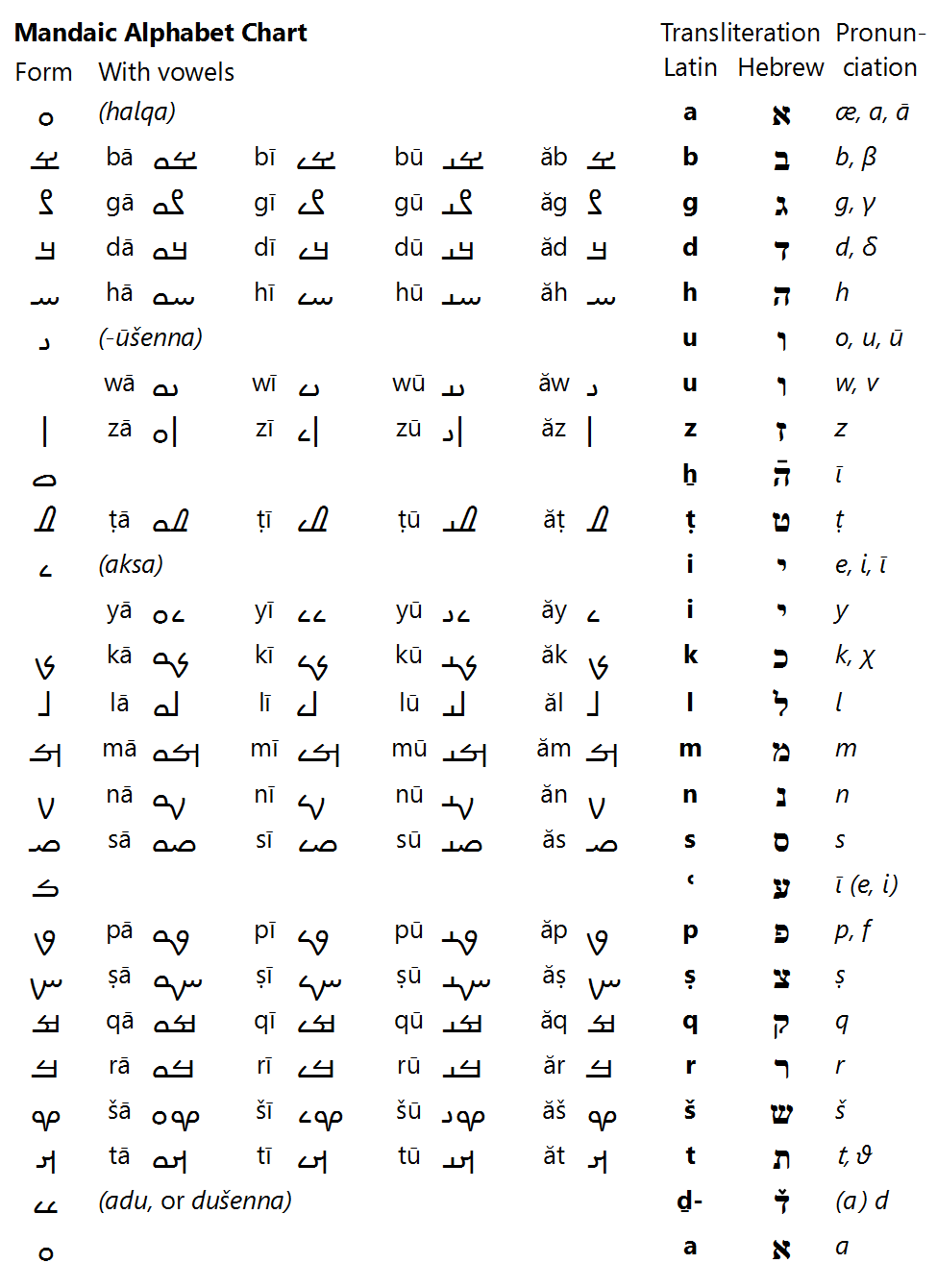
Gràfic de l'alfabet mandaic

L'alfabet mandaic conté 22 lletres (en el mateix ordre que l'alfabet arameu) i el dígraf adu. L'alfabet es tanca formalment repetint la primera lletra, a, de manera que té un recompte simbòlic de 24 lletres.
| #     | nom | lletra | lligadura | lligadura | lligadura | transliteració | transliteració | transliteració | IPA    | Unicode         |
| #     | nom | lletra | dreta     | mig       | esquerra  | sirià          | llatí          | hebreu         | IPA    | Unicode         |
| ----- | --- | ------ | --------- | --------- | --------- | -------------- | -------------- | -------------- | ------ | --------------- |
| 1, 24 | a   | ࡀ      | ـࡀ        |           |           | ܐ              | a              | א              | /a/    | U+0840 HALQA    |
| 2     | ba  | ࡁ      | ـࡁ        | ـࡁـ       | ࡁـ        | ܒ              | b              | ב              | /b/    | U+0841 AB       |
| 3     | ga  | ࡂ      | ـࡂ        | ـࡂـ       | ࡂـ        | ܓ              | g              | ג              | /ɡ/    | U+0842 AG       |
| 4     | da  | ࡃ      | ـࡃ        | ـࡃـ       | ࡃـ        | ܕ              | d              | ד              | /d/    | U+0843 AD       |
| 5     | ha  | ࡄ      | ـࡄ        | ـࡄـ       | ࡄـ        | ܗ              | h              | ה              | /h/    | U+0844 AH       |
| 6     | wa  | ࡅ      | ـࡅ        | ـࡅـ       | ࡅـ        | ܘ              | u              | ו              | /u, w/ | U+0845 USHENNA  |
| 7     | za  | ࡆ      | ـࡆ        |           |           | ܙ              | z              | ז              | /z/    | U+0846 AZ       |
| 8     | eh  | ࡇ      | ـࡇ        |           |           | ܚ              | -ẖ             | ח              | /χ/    | U+0847 IT       |
| 9     | ṭa  | ࡈ      | ـࡈ        | ـࡈـ       | ࡈـ        | ܛ              | ṭ              | ט              | /tˠ/   | U+0848 ATT      |
| 10    | ya  | ࡉ      | ـࡉ        |           |           | ܝ              | i              | י              | /i, j/ | U+0849 AKSA     |
| 11    | ka  | ࡊ      | ـࡊ        | ـࡊـ       | ࡊـ        | ܟ              | k              | כ              | /k/    | U+084A AK       |
| 12    | la  | ࡋ      | ـࡋ        | ـࡋـ       | ࡋـ        | ܠ              | l              | ל              | /l/    | U+084B AL       |
| 13    | ma  | ࡌ      | ـࡌ        | ـࡌـ       | ࡌـ        | ܡ              | m              | מ              | /m/    | U+084C AM       |
| 14    | na  | ࡍ      | ـࡍ        | ـࡍـ       | ࡍـ        | ܢ              | n              | נ              | /n/    | U+084D AN       |
| 15    | sa  | ࡎ      | ـࡎ        | ـࡎـ       | ࡎـ        | ܣ              | s              | ס              | /s/    | U+084E AS       |
| 16    | e   | ࡏ      | ـࡏ        | ـࡏـ       | ࡏـ        | ܥ              | ʿ              | ע              | /e/    | U+084F IN       |
| 17    | pa  | ࡐ      | ـࡐ        | ـࡐـ       | ࡐـ        | ܦ              | p              | פ              | /p/    | U+0850 AP       |
| 18    | ṣa  | ࡑ      | ـࡑ        | ـࡑـ       | ࡑـ        | ܨ              | ṣ              | צ              | /sˠ/   | U+0851 ASZ      |
| 19    | qa  | ࡒ      | ـࡒ        | ـࡒـ       | ࡒـ        | ܩ              | q              | ק              | /q/    | U+0852 AQ       |
| 20    | ra  | ࡓ      | ـࡓ        | ـࡓـ       | ࡓـ        | ܪ              | r              | ר              | /r/    | U+0853 AR       |
| 21    | ša  | ࡔ      | ـࡔ        |           |           | ܫ              | š              | ש              | /ʃ/    | U+0854 ASH      |
| 22    | ta  | ࡕ      | ـࡕ        | ـࡕـ       | ࡕـ        | ܬ              | t              | ת              | /t/    | U+0855 AT       |
| 23    | ḏ   | ࡖ      | ـࡖ        |           |           | ܯ              | ḏ-             | דﬞ              | /ð/    | U+0856 DUSHENNA |

### Vocals
A diferència de la majoria d'altres alfabets semítics, les vocals solen es riure's completament. La primera lletra, a (corresponent a alaph), s'utilitza per representar un rang de vocals obertes. La sisena lletra, wa, s'utilitza per a vocals posteriors properes (u i o), i la desena lletra, ya, s'utilitza per a vocals davanteres properes (i i e). Aquestes dues últimes també poden servir com a consonants w/v i y . La vuitena lletra correspon al semítica heth, i s'anomena eh;  es pronuncia com una vocal i llarga però només s'utilitza com a sufix per a la tercera persona del singular. La setzena lletra, e (arameu ayn), normalment representa e al començament d'una paraula o, quan va seguida de wa o ya, representa la inicial u o i respectivament.
Un senyal similar a un subratllat (U+085A ◌࡚ senyal de vocalització mandaic)  es pot utilitzar per distingir la qualitat de les vocals de tres vocals mandaiques. S'utilitza en materials didàctics però es pot ometre del text ordinari. Només s'utilitza amb les vocals  a, wa, i ya.
Prenent la lletra ba com exemple:
- ࡁࡀ /bā/ esdevé  ࡁࡀ࡚ /ba/
- ࡁࡅ /bu/ esdevé  ࡁࡅ࡚ /bo/
- ࡁࡉ /bi/ esdevé ࡁࡉ࡚ /be/

### Marca de geminació
Un punt sota una consonant (U+085B  ࡛  senyal de geminació mandaic) es pot utilitzar per notar una geminació, que indica el que els escriptors nadius anomenen una pronunciació "dura". Algunes paraules d'exemple inclouen ࡀࡊ࡛ࡀ (ekka) "hi ha", ࡔࡉࡍ࡛ࡀ (šenna) "dent",  ࡋࡉࡁ࡛ࡀ (lebba) "cor" i ࡓࡁ࡛ࡀ (rabba) "gran".

### Lligadures
La 23a lletra de l'alfabet és el dígraf adu (da + ya), la partícula relativa ( cf. àrab tāʾ marbūṭah, llengua copta lletra "ti" i ampersand).
A més del comportament normal d'unió, algunes lletres mandaiques es poden combinar per formar diverses lligadures:
- ࡊࡃ /kd/, ࡗ /kḏ/, ࡊࡉ /ki/, ࡊࡋ / kl/, ࡊࡓ /kr/, ࡊࡕ /kt/ i ࡊࡅ /ku/

- ࡍࡃ /nd/, ࡍࡉ /ni/, ࡍࡌ /nm/, ࡍࡒ / nq/, ࡍࡕ /nt/ i ࡍࡅ /nu/

- ࡐࡋ /pl/, ࡐࡓ /pr/ i ࡐࡅ /pu/

- ࡑࡋ /sˤl/, ࡑࡓ /sˤr/ i ࡑࡅ /sˤu/

- ࡅࡕ /ut/

Tant adu (U+0856 ࡖ lletra mandaica dushenna) com l'antiga lligadura kḏ (U+0857 ࡗ lletra mandaica kad) es tracten com a caràcters únics en Unicode.

### Caràcters similars
A causa de les seves formes similars, alguns caràcters mandaics de vegades es confonen entre ells tant per escribes històrics mandeus com per erudits moderns, especialment en manuscrits. Entre d'altres:
- ࡃ /d/, ࡓ /r/, ࡏ /e/, ࡒ /q/
- ࡅ /u/, ࡉ /i/
- ࡌ /m/, ࡕ /t/
- ࡊ /k/, ࡍ /n/, ࡐ /p/
- ࡐࡀ /pa/, ࡀࡍࡀ /ana/, ࡔ /ʃ/
- ࡑ /sˤ/, ࡄࡍ /hn/